# 河街乡
河街乡，是中华人民共和国河南省许昌市建安区下辖的一个乡镇级行政单位。

## 行政区划
河街乡下辖以下地区：
曹庄村社区、南岸村、贺庄村、叶庄村、大任庄村、半坡铺村、大路李村、柿张村、逯寨村、白兔寺村、祁庄村、柏树李村、河湾村、邢庄村、北岸村、傅庄村、小寨村、王岗村、夏庄村、陈胡村、沟王寨村、槐大庙村、郭庄村、李门村、陈杨村和双龙村。